# (36306) 2000 JK58
2000 JK58 (asteroide 36306) é um asteroide da cintura principal. Possui uma excentricidade de 0.22408510 e uma inclinação de 2.73749º.
Este asteroide foi descoberto no dia 6 de maio de 2000 por LINEAR em Socorro.